# Angelo Martino Colombo
Angelo Martino Colombo (Gattinara, Provincia de Vercelli, Italia, 16 de mayo de 1935 - Vercelli, Provincia de Vercelli, Italia, 13 de marzo de 2014) fue un futbolista italiano. Se desempeñaba en la posición de guardameta.

## Clubes
| Club               | País   | Año         |
| ------------------ | ------ | ----------- |
| U. S. Pro Vercelli | Italia | 1954 - 1959 |
| A. C. Messina      | Italia | 1959 - 1960 |
| Cagliari Calcio    | Italia | 1960 - 1965 |
| Juventus F. C.     | Italia | 1965 - 1968 |
| Hellas Verona      | Italia | 1968 - 1973 |
| Omegna Calcio      | Italia | 1973 - 1975 |

## Palmarés

### Campeonatos nacionales
| Título  | Club            | País   | Año     |
| ------- | --------------- | ------ | ------- |
| Serie C | Cagliari Calcio | Italia | 1961-62 |
| Serie A | Juventus F. C.  | Italia | 1966-67 |